# Ochrosia balansae
Ochrosia balansae är en oleanderväxtart som först beskrevs av André Guillaumin, och fick sitt nu gällande namn av Henri Ernest Baillon och André Guillaumin. Ochrosia balansae ingår i släktet Ochrosia och familjen oleanderväxter. Utöver nominatformen finns också underarten O. b. excelsior.